# Internationale Brug der Broederschap
De Internationale Brug der Broederschap (Portugees: Ponte Internacional da Fraternidade of Ponte Tancredo Neves, Spaans: Puente Internacional Tancredo Neves) is een betonnen cantileverbrug over de rivier de Iguaçu. De Iguaçu stroomt zowel door de Braziliaanse deelstaat Paraná als door de Argentijnse provincie Misiones. Doordat de rivier de natuurlijke grens vormt tussen de twee landen fungeert de brug tevens als grensovergang. Aan de voet van beide kanten van de brug bevinden zich de steden Foz do Iguaçu in Paraná, Brazilië en Puerto Iguazú in Misiones, Argentinië.
De brug bevindt zich op nog geen vier kilometer van het drielandenpunt van: Brazilië, Argentinië en Paraguay en op nog geen acht kilometer van de Internationale Brug der Vriendschap: de brug tussen Brazilië en Paraguay over de rivier de Paraná.

## Geschiedenis

### De aanleiding
De inspiratie van het bouwen van een brug tussen Brazilië en Argentinië kwam van de constructie van de Internationale Brug der Vriendschap in 1965. Door deze brug werden Paraguay en Brazilië en de grenssteden Foz do Iguaçu en Ciudad del Este met elkaar verbonden. Een brug over de Iguaçurivier zou de Argentijnse grensstad Puerto Iguazú met Foz do Iguaçu moeten verbinden. Hiervoor werd in 1972 een verdrag getekend tussen de regeringen van beide landen.
Door de vorming van de ‘Commisão Mista’ werd dit plan in 1979 hervat waarbij verdragen werden getekend door de burgemeesters van beide grenssteden. In 1980 gaf de commissie opdracht de brug te bouwen. Na een aantal studies door ingenieurs en technici werd op 13 januari 1982 de eerste steen gelegd door de presidenten José Sarney en Raúl Alfonsín. Ook de laatste steen werd door hen neergelegd op 29 november 1985, dat de inhuldiging betekende van de brug.

### Naamsverandering
Naar aanleiding van de Internationale Brug der Vriendschap tussen Paraguay en Brazilië moest ook de naam van deze brug de relaties tussen de twee landen uitdrukken. Enkele maanden later kreeg de brug echter een naamsverandering naar de “Tancredo Neves Brug”; ter ere van Tancredo de Almeida Neves. Hij was na de jarenlange dictatuur de eerste democratisch gekozen president van Brazilië, maar stierf voordat hij aan zijn ambtstermijn kon beginnen. Tegenwoordig worden beide namen van de brug gebruikt, waarbij de naam “Internationale Brug der Broederschap” vrijwel altijd gebruikt wordt als het in verband wordt gebracht met de Internationale Brug der Vriendschap.

## Afmetingen
Het bouwwerk heeft een totale lengte van 489 meter en is 72 meter hoog met een doorvaarthoogte van 65,38 meter. De centrale overspanning is 220 meter waardoor de brug een niet ondersteund deel heeft dat behoort tot de langste ter wereld in deze categorie bruggen. Verder is het 16,5 meter breed en loopt er een eenbaans autoweg; de BR-469 (Braziliaanse autoweg) die overgaat in de RN 12 (Argentijnse autoweg), en voetpad aan beide kanten over de brug. Bovendien bevindt er aan de voet van beide kanten van de brug een complex van 2500 m² waar de douane, een politiebureau, een VVV-kantoor en andere faciliteiten en winkels zijn gevestigd.

## Gebruik
Gemiddeld steken er dagelijks ruim 17.000 reizigers de brug over. Aangezien het tot de snelste route behoort van Foz do Iguaçu en Ciudad del Este naar de Argentijnse kant van de wereldberoemde Iguaçuwatervallen en het Nationaal park Iguazú kan het aantal oplopen tot 30.000 in het hoogseizoen. Bovendien trekken er dagelijks Brazilianen naar Puerto Iguazú om een bezoek te brengen aan de luxueuze casino’s. Gokken is namelijk een verboden activiteit in Brazilië. Verder is de brug economisch veel minder belangrijk dan de Internationale Brug der Vriendschap.